# Palla Bianca
La Palla Bianca (Weißkugel in tedesco) è la montagna più alta delle Alpi Venoste, situata nella provincia autonoma di Bolzano e precisamente in val Senales, al confine con l'Austria.  Secondo la suddivisione didattica tradizionale della catena alpina, è anche la montagna più alta delle Alpi Atesine. Secondo la Partizione delle Alpi, invece, si trova nelle Alpi Retiche, mentre secondo la SOIUSA fa parte della sezione delle Alpi Retiche orientali. 
Con i suoi 3.736 metri costituisce la quinta vetta più alta del Trentino-Alto Adige (dopo Ortles, Gran Zebrù, Cevedale e Zufallspitze), e la terza cima più alta d'Austria dopo Großglockner e Wildspitze con una differenza di poche decine di metri. Punto ideale per raggiungere la vetta è la località di Maso Corto (Kurzras, 2.014 m) in Val Senales.

## Descrizione dell'itinerario
Durante il periodo invernale è possibile salire alla vetta, sfruttando gli impianti sciistici, attraverso un percorso alpinistico abbastanza impegnativo e difficile per chi non è abituato a questo tipo di escursioni d'alta quota in ambiente invernale.

## Rifugi d'appoggio
- Rifugio Oberettes (Oberetteshütte), 2.670 m
- Rifugio Pio XI (Weißkugelhütte), 2.544 m
- Rifugio Bella Vista (Schöne-Aussicht-Hütte), 2.842 m